# 一九八五
《一九八五》是乔治·奥威尔的小说《一九八四》的续作。作者是匈牙利作家道洛什·久尔吉，最初出版于1983年。
小说中的故事发生在一个中间时期，处于1984年之后，一个极权主义逐渐衰落的、乐观的未来到来之前。小说情节始于老大哥之死，反映了随之而来的权力斗争，以及大洋国空军即将被欧亚国摧毁的命运。